# Móstoles
Móstoles (spanskt uttal: [ˈmostoles]) är en stad och kommun i den autonoma regionen Madrid i centrala Spanien. Staden ligger cirka 17 kilometer sydväst om centrala Madrid. Kommunen har 214 006 invånare (2024), på en yta av 45,36 km². Invånarantalet gör kommunen till Madridregionens näst största efter huvudstaden Madrid.
Geografiskt sett ligger Móstoles i den centrala delen av Iberiska halvön och området Meseta Central, i floden Guadarramas dalgång som hör till floden Tajos avrinningsområde.
Närheten till Spaniens huvudstad har medfört en stark demografisk utveckling under de sista årtiondena. Móstoles har på några årtionden gått från att ha varit en landsbygdskärna med 2 578 invånare år 1960 till en satellitstad med mer än 200 000 invånare, och väl integrerad i storstadsområdet Madrid.